# Le Bureau (Tourgueniev)
Le Bureau est une nouvelle d'Ivan Tourgueniev parue dans la revue russe Le Contemporain en 1847. La nouvelle fait partie du recueil Mémoires d'un chasseur.

## Résumé
Au retour d’une journée de chasse, sous la pluie, le narrateur cherche un abri pour la nuit. On lui indique la direction du hameau d’Anaviévo. Il rentre dans la plus grande maison, c’est le bureau du domaine d’Hélène Nikolaïevna Losniakov. On lui offre le gîte et le thé après qu'il a proposé de payer, puis le chasseur s’endort sur un canapé dans la pièce attenante.
Un peu plus tard, réveillé par une discussion dans la pièce principale, il est témoin des arrangements que le chef de bureau Nicolas Iéréméitch Khvostrov prend une fois prélevées des commissions sur les achats avec un marchand, puis une dispense de corvée contre rémunération, enfin, une querelle avec le prétendant de la jeune Tatiana. Ce dernier lui reproche que Madame ait interdit leur mariage. Il soupçonne Nicolas Iéréméitch d'en être l'instigateur. Pourquoi autrement aurait-elle refusé ses avances ?
Le narrateur quitte les lieux. Il apprendra plus tard que Tatiana a été envoyée en disgrâce dans une terre éloignée.

## Édition française
- Le comptoir, traduit par Ely Halpérine-Kaminsky, dans Récits d'un chasseur, Paris, Éditions Albin Michel, 1893.
- Le Bureau, traduit par Françoise Flamant, Éditions Gallimard, Bibliothèque de la Pléiade, 1981  (ISBN 978 2 07 010980 7).